# Bolma jacquelineae
Bolma jacquelineae là một loài ốc biển, là động vật thân mềm chân bụng sống ở biển thuộc họ Turbinidae, họ ốc xà cừ.

## Miêu tả
Kích vỡ vỏ của con trưởng thành trong khoảng từ 22 mm và 30 mm.

## Phân bố
Loài này phân bố ở Đại Tây Dương dọc theo Angola và miền tây Địa Trung Hải.